# Cane
Cane é uma série de televisão americana dramática criada por Cynthia Cidre que também é a produtora executiva junto com Jonathan Prince, Jimmy Iovine e Polly Anthony. O epsódio piloto foi dirigido por Christian Duguay. A cronologia da série mostra a vida e as lutas de poder interno de uma poderosa e rica família cubano-americana executando um imenso sucesso empresarial de rum e cana-de-açúcar no sul da Flórida.

## Produção

### Distribuição Internacional
| País           | Rede de TV               | Exibição                                            |
| -------------- | ------------------------ | --------------------------------------------------- |
| Austrália      | Channel 10               | Quarta 9h 30min                                     |
| Brasil         | Warner Channel, SBT      | Segunda 22h                                         |
| México         | Warner Channel, Azteca 7 | Segunda 22h, Quarta 23h                             |
| Canadá         | Global                   |                                                     |
| Croácia        | HRT                      | Segunda 20h 40min                                   |
| Hungria        | TV2                      | Sexta 20h 15min                                     |
| Finlândia      | Nelonen                  | Terça 21h                                           |
| Lituânia       | TV3                      | Segunda 10pm                                        |
| Noruega        | TV2                      | 31 de Janeiro, 2008                                 |
| Polónia        | POLSAT                   |                                                     |
| Portugal       | Fox Life                 | Estreou em Março de 2008                            |
| América do Sul | Warner Channel           |                                                     |
| Reino Unido    | ITV3                     | Quinta 21h                                          |
| Islândia       | Skjár 1                  | O primeiro episódio foi ao ar em 3 de Março de 2008 |
| Porto Rico     | Telemundo                | Domingo 20h                                         |
| Eslovénia      | POP TV                   | Domingo 22h                                         |
| Dinamarca      | TV2                      | Domingo 15h                                         |

## Episódios
| #  | Título                       | Exibição Original      | Código |
| -- | ---------------------------- | ---------------------- | ------ |
| 1  | "Pilot"                      | 25 de Setembro de 2007 | 101    |
| 2  | "The Work of a Business Man" | 2 de Outubro de 2007   | 102    |
| 3  | "The Two Alex Vegas"         | 9 de Outubro de 2007   | 103    |
| 4  | "Family Business"            | 16 de Outubro de 2007  | 104    |
| 5  | "Brotherhood"                | 23 de Outubro de 2007  | 105    |
| 6  | "A New Legacy"               | 30 de Outubro de 2007  | 106    |
| 7  | "One Man is an Island"       | 6 de Novembro de 2007  | 107    |
| 8  | "All Bets Are Off"           | 13 de Novembro de 2007 | 108    |
| 9  | "The Exile"                  | 20 de Novembro de 2007 | 109    |
| 10 | "Time Away"                  | 27 de Novembro de 2007 | 110    |
| 11 | "Hurricane"                  | 11 de Dezembro de 2007 | 111    |
| 12 | "The Perfect Son"            | 11 de Dezembro de 2007 | 112    |
| 13 | "Open and Shut"              | 18 de Dezembro de 2007 | 113    |